# Muradiye, Rize
Muradiye là một thị trấn thuộc thành phố Rize, tỉnh Rize, Thổ Nhĩ Kỳ. Dân số thời điểm năm 2010 là 2.747 người.